# If I Could Choose
"If I Could Choose" (tradução portuguesa: "Se eu pudesse escolher") foi a canção que representou a Irlanda no Festival Eurovisão da Canção 1967 que teve lugar em Viena, na Áustria.
A canção foi interpretada em inglês por Sean Dunphy.. Foi a 17.ª e última canção a ser interpretada na noite do festival, a seguir à canção italiana "Non andare più lontano", interpretada por Claudio Villa. Terminou em segundo lugar (entre 17 participantes), tendo recebido um total de 22 pontos. No ano seguinte, a Irlanda seria representada pela canção "Chance of a Lifetime", interpretada por Pat McGeegan.

## Autores
A canção tinha letra de Michael Coffey, música de Wesley Burrowes e foi orquestrada pelo maestro Noel Kelehan. O arranjo musical da canção esteve a cargo de  Pat King.

## Letra
A canção é uma balada, na qual Dunfy diz à sua amada, como ela é tão especial para ele. Ele explica que enquanto ele atualmente vive no [™Condado Clare]], ele poderia viver num deserto se isso significasse que podia viver com ela. Ele também aponta outros cenários, incluindo escolher por viajar pela "estrada mais longa" com ela e falar com ela no "dia mais longo", perguntando-lhe "O que iria perder se Eu pudesse escolher?"